# Quan hệ ngoại giao của Thái Lan

Quan hệ ngoại giao của Thái Lan với các quốc gia khác trên thế giới.
Thái Lan
Quan hệ ngoại giao chính thức
Quan hệ ngoại giao không chính thức
Không quan hệ ngoại giao

Quan hệ ngoại giao của Thái Lan được xử lý bởi Bộ Ngoại giao Thái Lan.
Thái Lan tham gia đầy đủ vào các tổ chức quốc tế và khu vực. Quốc gia này đã phát triển mối quan hệ chặt chẽ với các thành viên ASEAN khác, Indonesia, Malaysia, Philippines, Singapore, Brunei, Lào, Campuchia, Myanmar và Việt Nam mà các bộ trưởng kinh tế và nước ngoài tổ chức các cuộc họp thường niên. Hợp tác khu vực đang tiến triển trong các vấn đề kinh tế, thương mại, ngân hàng, chính trị và văn hóa. Năm 2003, Thái Lan từng là chủ nhà của APEC. Tiến sĩ Supachai Panitchpakdi, cựu Phó Thủ tướng Thái Lan, từng là Tổng thư ký Hội nghị Thương mại và Phát triển Liên Hợp Quốc (UNCTAD) từ năm 2005 đến 31/8/2013. Năm 2005, Thái Lan đã tham dự lễ khai mạc Hội nghị thượng đỉnh Đông Á.
Kể từ cuộc đảo chính quân sự tháng 5 năm 2014, danh tiếng toàn cầu của Thái Lan đã giảm mạnh, theo giáo sư Thitinan Pongsudhirak của Đại học Chulalongkorn. Ông khẳng định rằng, "Khi kỷ niệm lần thứ tư của cuộc đảo chính của Thái Lan kết thúc vào cuối tháng này [tháng 5 năm 2018], quan hệ đối ngoại của Thái Lan sẽ là một trong nhiều chi phí được tính từ chính phủ quân sự.... Thay vì tiến lên trong mối quan hệ với thế giới bên ngoài, Thái Lan đã thoái lui.

## Tranh chấp
Một phần của biên giới với Lào là không xác định. Một tranh chấp biên giới trên biển với Việt Nam đã được giải quyết vào tháng 8 năm 1997. Các phần của biên giới với Campuchia đang tranh chấp. Ranh giới hàng hải với Campuchia không được xác định rõ ràng. Xung đột lẻ tẻ với Myanmar về sự liên kết biên giới. 